# Heptacarpus igarashii
Heptacarpus igarashii is een garnalensoort uit de familie van de Hippolytidae. De wetenschappelijke naam van de soort is voor het eerst geldig gepubliceerd in 1989 door Hayashi & Chiba.